# Edmond Edmont
Edmond Edmont (ur. 1849, zm. 1926) – francuski historyk, językoznawca i dialektolog. Współtworzył pracę Atlas linguistique de la France, leżącą u podstaw geografii językowej.